# Superliga florbalu

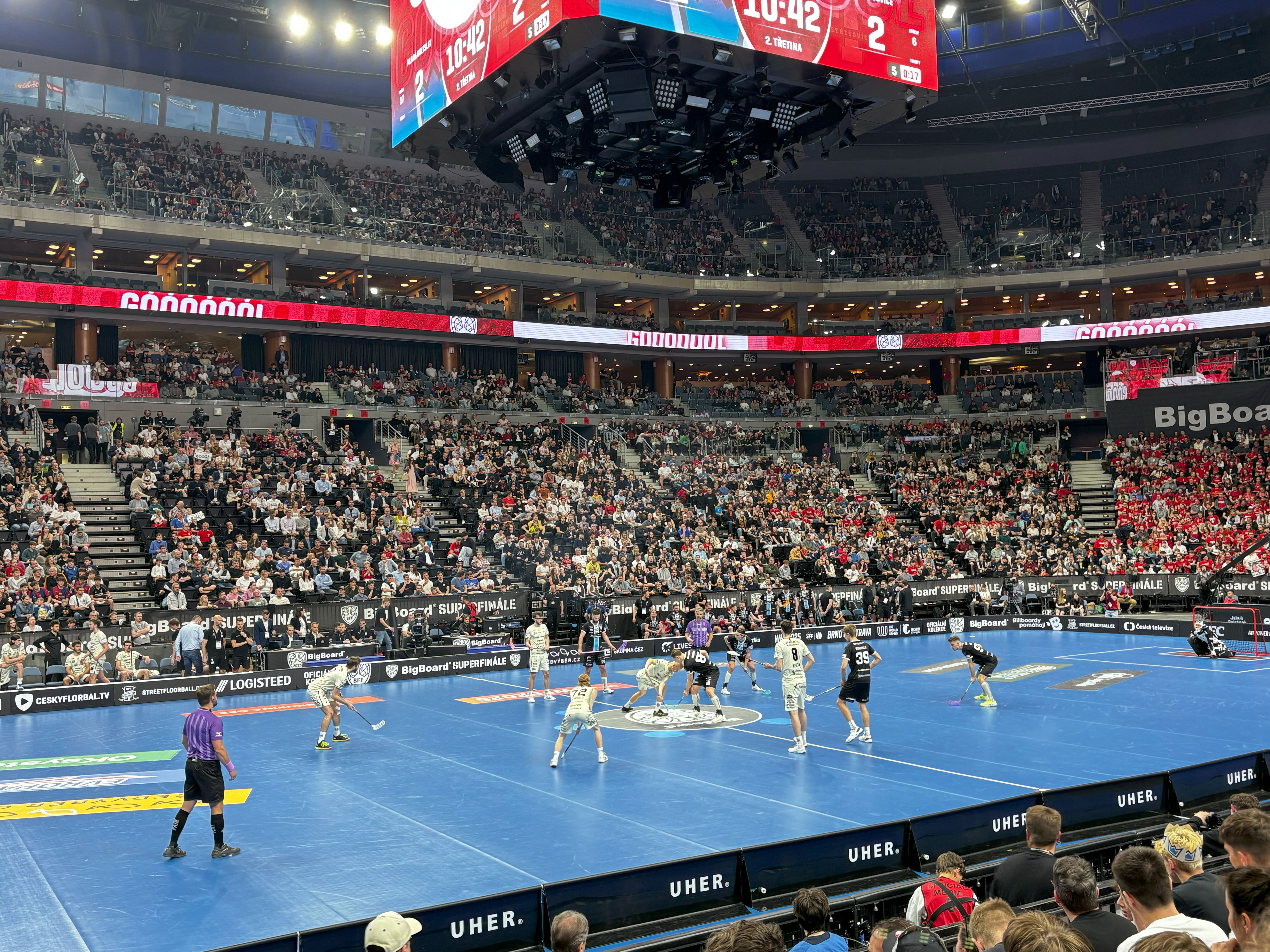
Superfinálový zápas Florbal MB–Tatran Střešovice v sezóně 2024/2025

Superliga florbalu (podle sponzora také Livesport Superliga) je nejvyšší mužská florbalová soutěž v Česku.
V Superlize hraje 14 týmů. Od založení soutěže v roce 1993 se jich v ní celkem vystřídalo 42. Jen čtyři z nich hrají ligu nepřetržitě od prvního ročníku. Jsou jimi 1. SC Vítkovice, Florbal Chodov, FBC Ostrava a Tatran Střešovice.
Čtyři týmy získaly v historii soutěže mistrovský titul: Tatran Střešovice (18 titulů, poslední v sezóně 2023/2024), 1. SC Vítkovice (sedm titulů, poslední v sezóně 2018/2019), Florbal MB (čtyři tituly, poslední v sezóně 2024/2025) a Florbal Chodov (dva tituly, poslední v sezóně 2016/2017). Tatran byl až do sezóny 2011/2012 dominantním týmem Superligy (tehdy ještě Extraligy), kdy vyhrál ve všech sezónách s výjimkou 1995/1996, 1996/1997, 1999/2000, 2008/2009, ve kterých titul získaly Vítkovice. Florbal MB je jediný tým, který začínal v nižší soutěži a dokázal v Superlize zvítězit.
Vítěz Superligy má právo reprezentovat Česko na Poháru mistrů.

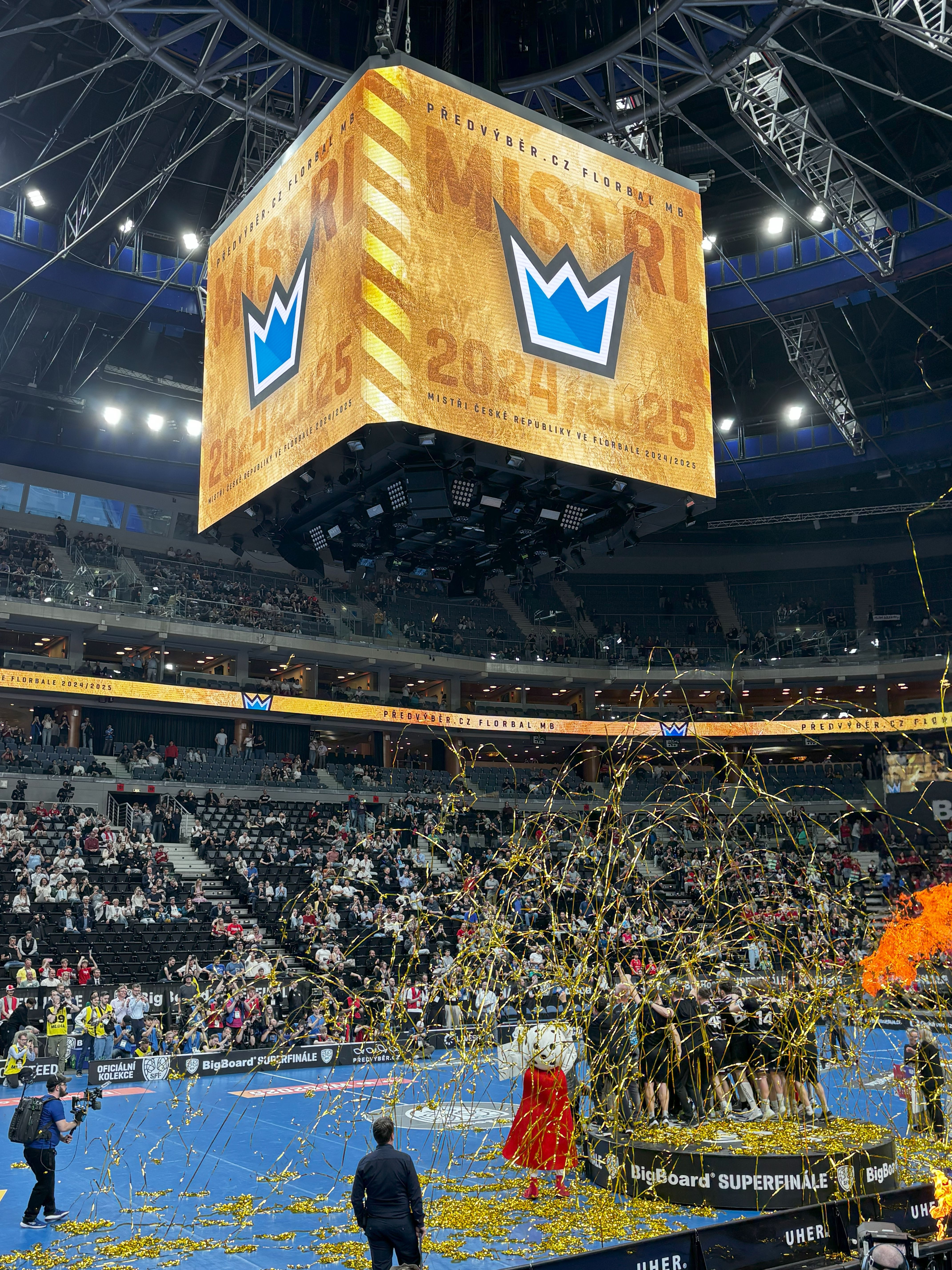
Předávání zlatých medailí týmu Florbal MB v sezóně 2024/2025

## Název soutěže
- 1993/1994 až 2004/2005 – 1. liga
- 2005/2006 až 2011/2012 – Fortuna extraliga (hlavním sponzorem byla sázková kancelář Fortuna)[3]
- 2012/2013 až 2014/2015 – AutoCont extraliga[4]
- 2015/2016 až 2018/2019 – Tipsport Superliga (hlavním sponzorem byla sázková kancelář Tipsport)[5]
- 2019/2020 – Superliga florbalu
- od 2020/2021 – Livesport Superliga (hlavním sponzorem je společnost Livesport)[1][6]

## Systém soutěže

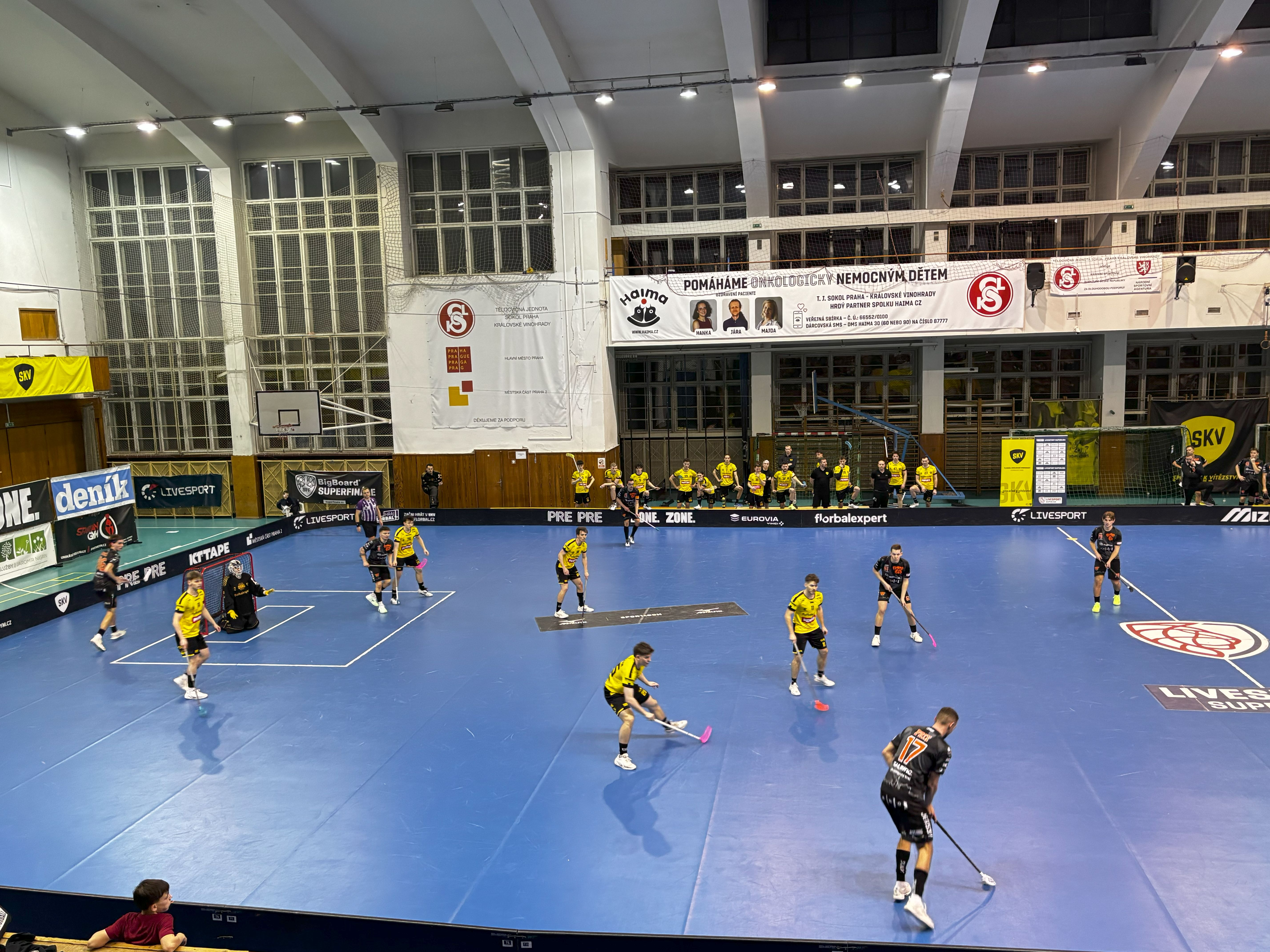
Zápas základní části TJ Sokol Královské Vinohrady–Bulldogs Brno v sezóně 2024/2025

V základní části, která se koná přibližně od září do března, se všechny týmy dvakrát utkají každý s každým (celkem 26 kol). Za vítězství získává tým 3 body, za vítězství v prodloužení 2 body a za prohru v prodloužení 1 bod. Vítěz základní části získává Prezidentský pohár.

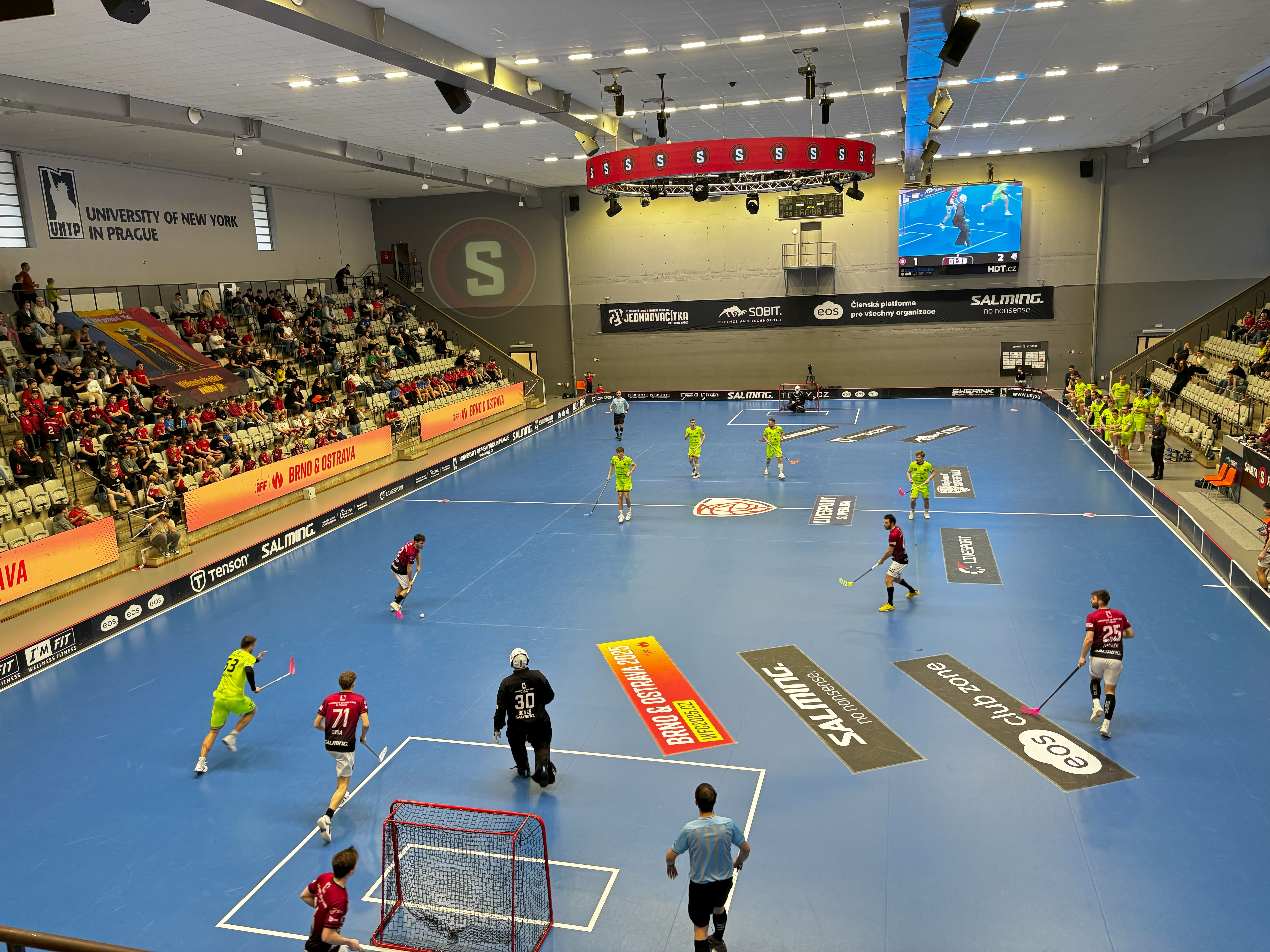
Čtvrtfinálový zápas 1. SC Vítkovice – AC Sparta Praha v sezóně 2024/2025

Po skončení základní části postupuje prvních deset družstev do play-off, které začíná většinou v březnu a vrcholí v dubnu. Nejlepších šest týmů základní části nastupuje přímo do čtvrtfinále. Týmy na sedmém a desátém a týmy na osmém a devátém místě hrají osmifinále na dvě vítězná utkání o poslední dvě místa ve čtvrtfinále. Po osmifinále si první tři týmy postupně zvolí soupeře pro čtvrtfinále z druhé čtveřice, s ohledem na blízkost města, aktuální formu a jiné aspekty. Podobně si nejlépe umístěné družstvo v základní části z postupujících do semifinále zvolí soupeře ze dvou nejhůře umístěných postupující týmů. Čtvrtfinále a semifinále se hrají na čtyři vítězné zápasy. Ve finále se hraje jen jeden zápas, který se koná dohromady s finále Extraligy žen, v rámci akce zvané Superfinále florbalu. Vítěz Superligy postupuje na Pohár mistrů. Pokud v lize i Poháru Českého florbalu zvítězí stejný tým, postupuje i vicemistr ligy.
Poslední čtyři týmy základní části (11. až 14. místo) se spolu utkají v play-down (ve dvou kolech na čtyři vítězné zápasy) o to, který tým sestoupí rovnou do 1. florbalové ligy. Tým, který prohraje druhé kolo play-down, je nahrazen vítězem 1. ligy. Poražený finalista 1. ligy se potom utká v baráži s vítězem druhého kola superligového play-down na tři vítězné zápasy.

## Historie systému soutěže
Nejvyšší mužská soutěž se poprvé hrála v sezóně 1993/1994 pod jménem 1. liga. První sezóně předcházela na podzim 1993 tříturnajová kvalifikace, ve které se 16 týmů utkalo o 10 míst v lize. Od následujícího ročníku byla soutěž rozšířena o dva týmy na celkových 12. Na tomto počtu zůstala soutěž 23 ročníků. Až od sezóny 2017/2018 došlo k rozšíření o další dva týmy na současných 14.
V prvních sezónách se hrálo turnajovým systémem. Například v první sezóně se všechny zápasy odehrály na turnajích v Praze, Ostravě a Brně. Ve druhé sezóně se hrálo v Praze, Ostravě, Hradci Králové a Havlíčkově Brodě. Turnajový systém byl opuštěn v roce 1998. Od roku 2005 se hraje jedno kolo týdně.
První tři ročníky se hrálo jen na body systémem každý s každým. Teprve v sezóně 1996/1997 se hrálo poprvé play-off, zatím jen od semifinále. Čtvrtfinále se hrálo až od následující sezóny. Do sezóny 1999/2000 se hrálo na dva vítězné zápasy. Následně postupně přibývaly třetí zápasy ve finále, semifinále a nakonec od sezóny 2002/2003 i ve čtvrtfinále. Play-off v té době zahrnovalo i jeden zápas o třetí místo. Ten se hrál naposledy v sezóně 2004/2005. Později o pořadí poražených semifinalistů rozhodovalo jen jejich umístění v základní části. V sezóně 2021/2022 bylo zavedeno předkolo (osmifinále) play-off na dva vítězné zápasy pro týmy na sedmém až desátém místě. Do té doby, od rozšíření soutěže na 14 týmů, pro týmy na devátém a desátém místě sezóna končila základní částí.
V sezóně 2010/2011 byla zavedena volba soupeře pro čtvrtfinále. O čtyři ročníky později se začal volit i soupeř pro semifinále.
Superfinále, tedy jediný zápas o mistrovský titul, bylo zavedeno v sezóně 2011/2012 jako prostředek popularizace florbalu v Česku. Pro vykompenzování počtu zápasů v play-off bylo rozšířeno čtvrtfinále a semifinále na čtyři vítězné zápasy.
Až do sezóny 2000/2001 sestupovaly do nižší soutěže poslední týmy základní části. Play-down systémem každý s každým se hrálo od sezóny 2001/2002. Systém dvou kol a baráže se používá od sezóny 2005/2006, původně na tři vítězné zápasy, od sezóny 2014/2015 na čtyři.
V prvních ročnících soutěže trvala třetina 15 minut hrubého času. Časomíra se tedy nezastavovala při přerušení hry. K prodloužení na 20 minut došlo od sezóny 1996/1997. Na čistý čas se hraje od sezóny 2002/2003.
Až do sezóny 2001/2002 končily zápasy základní části po třetí třetině a mohly skončit remízou, za kterou oba týmy dostaly po jednom bodu. Za výhru byly body dva. Od následující sezóny bylo zavedeno prodloužení s náhlou smrtí. Za výhru v základním čase se začaly udělovat tři body a za výhru v prodloužení dva (za prohru v prodloužení jeden).
Prezidentský pohár pro vítěze základní části se uděluje od sezóny 2018/2019.
Po zkušenostech s předčasným ukončením sezóny 2019/2020 kvůli pandemii covidu-19 v Česku byla od sezóny 2020/2021 stanovena nová pravidla, která umožňují prodloužit sezónu, případně určit konečné pořadí i postupující a sestupující i po nedohrané sezóně, pokud je odehráno alespoň 50 % zápasů základní části.
Od sezóny 2022/2023 po změně formátu Poháru mistrů, pokud v ročníku zvítězí stejný tým v lize i Poháru Českého florbalu, postupuje na Pohár mistrů i vicemistr ligy.

## Týmy soutěže
Týmy v sezóně 2025/2026:
- 1. SC TEMPISH Vítkovice Natios (Ostrava)
- ACEMA Sparta Praha
- BA SOKOLI Pardubice
- ESA logistika Tatran Střešovice (Praha)
- FAT PIPE Florbal Chodov (Praha)
- FBC 4CLEAN Česká Lípa
- FBC ČPP Bystroň Group Ostrava
- FBC Liberec
- FBŠ Hummel Hattrick Brno
- Florbal Ústí
- HDT.cz Florbal Vary Bohemians (Karlovy Vary)
- Kanonýři Kladno
- Předvýběr.CZ Florbal MB (Mladá Boleslav)
- TJ Sokol Královské Vinohrady (Praha)

## Přehled medailistů
| Sezóna    | Zlato                                 | Stříbro                               | Bronz                                 |
| --------- | ------------------------------------- | ------------------------------------- | ------------------------------------- |
| 1993/1994 | Forza Tatran                          | Dream Team Ostrava                    | 1. SC Ostrava                         |
| 1994/1995 | TJ Tatran Střešovice                  | Dream Team Ostrava                    | 1. SC SSK Vítkovice                   |
| 1995/1996 | 1. SC SSK Vítkovice                   | FBC Ostrava                           | TJ Tatran Střešovice                  |
| 1996/1997 | 1. SC SSK Vítkovice                   | TJ Tatran Střešovice                  | Mentos VDG Praha                      |
| 1997/1998 | Tatran Střešovice                     | 1. SC SSK Vítkovice                   | TJ Mentos Chodov                      |
| 1998/1999 | Tatran Střešovice                     | FBC Ostrava                           | 1. SC SSK Vítkovice                   |
| 1999/2000 | 1. SC SSK Vítkovice                   | Tatran Střešovice                     | FBC Pepino Ostrava                    |
| 2000/2001 | Tatran Střešovice                     | Akcent Sparta                         | 1. SC SSK Vítkovice                   |
| 2001/2002 | Tatran Střešovice                     | Torpedo Pegres Havířov                | FBC Pepino Ostrava                    |
| 2002/2003 | Tatran Střešovice                     | FBC Pepino Ostrava                    | 1. SC SSK Vítkovice                   |
| 2003/2004 | Tatran Techtex Střešovice             | FBC Pepino Ostrava                    | SSK Future by Reebok                  |
| 2004/2005 | Tatran Techtex Střešovice             | FBC Pepino Ostrava                    | 1. SC SSK Vítkovice                   |
| 2005/2006 | Tatran Techtex Střešovice             | FBC SGB Pepino Ostrava                | FBK Sokol Mladá Boleslav              |
| 2006/2007 | Tatran Střešovice                     | Torpedo Pegres Havířov                | FBC Pepino Ostrava                    |
| 2007/2008 | Tatran Střešovice                     | 1. SC SSK Vítkovice                   | FBK Sokol Mladá Boleslav              |
| 2008/2009 | 1. SC SSK WOOW Vítkovice              | Tatran Střešovice                     | x3m team SSK Future                   |
| 2009/2010 | Tatran Střešovice                     | 1. SC WOOW Vítkovice                  | BILLY BOY FBK Sokol Ml. Boleslav      |
| 2010/2011 | Tatran Omlux Střešovice               | FBC Remedicum Ostrava                 | 1. SC WOOW Vítkovice                  |
| 2011/2012 | Tatran Omlux Střešovice               | 1. SC WOOW Vítkovice                  | TJ JM Pedro Perez Chodov              |
| 2012/2013 | 1. SC WOOW Vítkovice                  | TJ JM Pedro Perez Chodov              | Tatran Omlux Střešovice               |
| 2013/2014 | 1. SC WOOW Vítkovice                  | Tatran Omlux Střešovice               | BILLY BOY Mladá Boleslav              |
| 2014/2015 | Tatran Omlux Střešovice               | Technology Florbal MB                 | 1. SC Vítkovice Oxdog                 |
| 2015/2016 | FAT PIPE Florbal Chodov               | 1. SC Vítkovice Oxdog                 | Technology Florbal MB                 |
| 2016/2017 | FAT PIPE Florbal Chodov               | Technology Florbal MB                 | Tatran Střešovice                     |
| 2017/2018 | Technology Florbal MB                 | 1. SC TEMPISH Vítkovice               | FAT PIPE Florbal Chodov               |
| 2018/2019 | 1. SC TEMPISH Vítkovice               | Technology Florbal MB                 | ACEMA Sparta Praha                    |
| 2019/2020 | Sezóna ukončena bez určení medailistů | Sezóna ukončena bez určení medailistů | Sezóna ukončena bez určení medailistů |
| 2020/2021 | Předvýběr.CZ Florbal MB               | 1. SC TEMPISH Vítkovice               | FAT PIPE Florbal Chodov               |
| 2021/2022 | Předvýběr.CZ Florbal MB               | Tatran Střešovice                     | 1. SC TEMPISH Vítkovice               |
| 2022/2023 | Tatran Střešovice                     | 1. SC TEMPISH Vítkovice               | Předvýběr.CZ Florbal MB               |
| 2023/2024 | ESA logistika Tatran Střešovice       | Předvýběr.CZ Florbal MB               | 1. SC TEMPISH Vítkovice               |
| 2024/2025 | Předvýběr.CZ Florbal MB               | ESA logistika Tatran Střešovice       | FbŠ Bohemians                         |

| Tým               | Počet titulů | Poslední titul |
| ----------------- | ------------ | -------------- |
| Tatran Střešovice | 18           | 2023/2024      |
| 1. SC Vítkovice   | 7            | 2018/2019      |
| Florbal MB        | 4            | 2024/2025      |
| Florbal Chodov    | 2            | 2016/2017      |

## Účast jednotlivých klubů
| Klub                     | 94 | 95 | 96 | 97 | 98 | 99 | 00 | 01 | 02 | 03 | 04 | 05 | 06 | 07 | 08 | 09 | 10 | 11 | 12 | 13 | 14 | 15 | 16 | 17 | 18 | 19 | 20 | 21 | 22 | 23 | 24 | 25 | 26 |
| ------------------------ | -- | -- | -- | -- | -- | -- | -- | -- | -- | -- | -- | -- | -- | -- | -- | -- | -- | -- | -- | -- | -- | -- | -- | -- | -- | -- | -- | -- | -- | -- | -- | -- | -- |
| Tatran Střešovice        | 1  | 1  | 3  | 2  | 1  | 1  | 2  | 1  | 1  | 1  | 1  | 1  | 1  | 1  | 1  | 2  | 1  | 1  | 1  | 3  | 2  | 1  | 5  | 3  | 7  | 5  | 6  | 6  | 2  | 1  | 1  | 2  | ✓  |
| 1. SC Vítkovice          | 3  | 3  | 1  | 1  | 2  | 3  | 1  | 3  | 4  | 3  | 4  | 3  | 5  | 7  | 2  | 1  | 2  | 3  | 2  | 1  | 1  | 3  | 2  | 4  | 2  | 1  | 2  | 2  | 3  | 2  | 3  | 5  | ✓  |
| Florbal MB               |    |    |    |    |    |    |    |    |    |    |    | 5  | 3  | 4  | 3  | 4  | 3  | 5  | 6  | 4  | 3  | 2  | 3  | 2  | 1  | 2  | 1  | 1  | 1  | 3  | 2  | 1  | ✓  |
| Florbal Chodov           | 7  | 9  | 5  | 3  | 3  | 5  | 4  | 8  | 8  | 7  | 6  | 9  | 7  | 8  | 9  | 8  | 4  | 4  | 3  | 2  | 5  | 6  | 1  | 1  | 3  | 4  | 3  | 3  | 6  | 5  | 4  | 7  | ✓  |
| FBC Ostrava              | 2  | 2  | 2  | 4  | 6  | 2  | 3  | 6  | 3  | 2  | 2  | 2  | 2  | 3  | 7  | 6  | 9  | 2  | 4  | 7  | 11 | 8  | 9  | 6  | 9  | 6  | 10 | 7  | 9  | 9  | 9  | 12 | ✓  |
| Florbal Havířov          |    |    |    | 9  | 8  | 4  | 6  | 4  | 2  | 4  | 5  | 6  | 8  | 2  | 6  | 9  | 11 |    | 8  | 12 |    |    |    |    |    |    |    |    |    |    |    |    |    |
| AC Sparta Praha          | 6  | 6  | 6  | 6  | 4  | 7  | 8  | 2  | 9  | 10 | 8  | 11 |    |    |    | 10 | 8  | 11 |    | 11 | 6  | 7  | 7  | 9  | 4  | 3  | 4  | 4  | 4  | 6  | 5  | 4  | ✓  |
| SSK Future               |    |    |    |    |    |    |    |    | 7  | 6  | 3  | 8  | 4  | 5  | 4  | 3  | 6  | 6  | 10 | 5  |    |    |    |    |    |    |    |    |    |    |    |    |    |
| FbŠ Bohemians            |    |    |    |    |    |    |    |    |    |    | 9  | 7  | 9  | 11 | 12 |    |    | 9  | 9  | 9  | 7  | 5  | 6  | 8  | 5  | 8  | 5  | 5  | 5  | 4  | 6  | 3  |    |
| Bulldogs Brno            | 10 |    | 8  | 8  | 9  | 6  | 7  | 9  | 6  | 5  | 7  | 4  | 6  | 6  | 5  | 5  | 5  | 7  | 5  | 8  | 8  | 4  | 4  | 5  | 13 | 13 |    |    |    |    |    | 14 |    |
| Tatran Excalibur         | 4  | 8  | 4  | 12 |    |    |    |    |    |    |    |    |    |    |    |    |    |    |    |    |    |    |    |    |    |    |    |    |    |    |    |    |    |
| Havlíčkův Brod Sharks    |    | 4  | 9  | 5  | 5  | 10 | 12 |    |    |    |    |    |    |    |    |    |    |    |    |    |    |    |    |    |    |    |    |    |    |    |    |    |    |
| Panthers Otrokovice      |    |    |    |    |    |    |    |    |    |    |    |    |    |    |    |    |    |    | 7  | 6  | 4  | 10 | 8  | 7  | 6  | 7  | 7  | 14 | 10 | 14 |    |    |    |
| 1. SC Ostrava            |    |    |    |    |    |    | 5  | 5  | 5  | 8  | 12 |    |    |    |    |    |    |    |    |    |    |    |    |    |    |    |    |    |    |    |    |    |    |
| UHC Ostrava              |    | 5  | 10 |    | 12 |    |    |    |    |    |    |    |    |    |    |    |    |    |    |    |    |    |    |    |    |    |    |    |    |    |    |    |    |
| TJ Sokol Jaroměř         | 5  | 11 | 11 |    |    |    |    |    |    |    |    |    |    |    |    |    |    |    |    |    |    |    |    |    |    |    |    |    |    |    |    |    |    |
| FBC Liberec              |    |    |    | 10 | 10 | 11 |    | 7  | 12 |    | 10 | 10 | 10 | 10 | 8  | 7  | 7  | 8  | 11 | 10 | 10 | 12 |    | 11 | 11 | 9  | 9  | 9  | 8  | 10 | 7  | 6  | ✓  |
| North Stars Ostrava      | 8  | 7  | 7  | 11 |    | 12 |    |    |    |    |    |    |    |    |    |    |    |    |    |    |    |    |    |    |    |    |    |    |    |    |    |    |    |
| Black Angels             |    |    |    |    |    |    |    |    |    |    |    |    |    |    |    |    |    |    |    |    |    |    |    |    |    |    | 11 | 8  | 7  | 7  | 11 |    |    |
| FK Třeboň                |    |    |    | 7  | 7  | 9  | 9  | 11 |    |    |    |    |    |    |    |    |    |    |    |    |    |    |    |    |    |    |    |    |    |    |    |    |    |
| TJ Sokol Král. Vinohrady |    |    |    |    |    |    |    |    |    |    |    |    |    | 12 |    |    |    |    |    |    |    | 11 | 11 |    |    | 11 | 8  | 13 | 12 | 8  | 10 | 8  | ✓  |
| Sokoli Pardubice         |    |    |    |    |    |    |    |    |    |    |    |    | 11 | 9  | 11 |    | 10 | 10 | 12 |    | 9  | 9  | 10 | 10 | 8  | 12 | 14 | 11 | 13 | 12 | 13 | 11 | ✓  |
| FBC Česká Lípa           |    |    |    |    |    |    |    |    |    |    |    |    |    |    |    |    |    |    |    |    |    |    |    |    | 10 | 10 | 12 | 10 | 11 | 11 | 8  | 9  | ✓  |
| Kanon Praha              |    |    |    |    |    | 8  | 11 |    |    |    |    |    |    |    |    |    |    |    |    |    |    |    |    |    |    |    |    |    |    |    |    |    |    |
| FBK Bohemians Praha      |    |    |    |    |    |    |    |    |    | 9  | 11 |    |    |    |    |    |    |    |    |    |    |    |    |    |    |    |    |    |    |    |    |    |    |
| Mušle Praha              | 9  | 12 |    |    |    |    |    |    |    |    |    |    |    |    |    |    |    |    |    |    |    |    |    |    |    |    |    |    |    |    |    |    |    |
| Florbal Ústí             |    |    |    |    |    |    | 10 | 10 | 10 | 12 |    |    |    |    |    |    |    |    |    |    |    |    |    |    | 14 |    |    |    |    |    |    |    | ✓  |
| Kanonýři Kladno          |    |    |    |    |    |    |    |    |    |    |    |    |    |    |    |    |    | 12 |    |    | 12 |    |    | 12 |    |    |    |    |    |    |    | 10 | ✓  |
| SK FBC Třinec            |    |    |    |    |    |    |    |    |    |    |    |    | 12 |    | 10 | 12 |    |    |    |    |    |    |    |    |    |    |    |    |    |    |    |    |    |
| O. A. Hovorčovická       |    | 10 |    |    |    |    |    |    |    |    |    |    |    |    |    |    |    |    |    |    |    |    |    |    |    |    |    |    |    |    |    |    |    |
| TJ Znojmo                |    |    |    |    |    |    |    |    |    |    |    |    |    |    |    | 11 | 12 |    |    |    |    |    |    |    | 12 | 14 |    |    |    |    |    |    |    |
| SK Jihlava               |    |    |    |    |    |    |    |    |    | 11 |    |    |    |    |    |    |    |    |    |    |    |    |    |    |    |    |    |    |    |    |    |    |    |
| FBC DDM Kati Kadaň       |    |    |    |    |    |    |    |    | 11 |    |    |    |    |    |    |    |    |    |    |    |    |    |    |    |    |    |    |    |    |    |    |    |    |
| Orka                     |    |    |    |    | 11 |    |    |    |    |    |    |    |    |    |    |    |    |    |    |    |    |    |    |    |    |    |    |    |    |    |    |    |    |
| Florbal Vary             |    |    |    |    |    |    |    |    |    |    |    |    |    |    |    |    |    |    |    |    |    |    |    |    |    |    |    |    |    | 13 | 12 | 13 | ✓  |
| FBŠ Hattrick Brno        |    |    |    |    |    |    |    |    |    |    |    |    |    |    |    |    |    |    |    |    |    |    |    |    |    |    | 13 | 12 | 14 |    |    |    | ✓  |
| SK Bivoj Litvínov        |    |    |    |    |    |    |    |    |    |    |    |    |    |    |    |    |    |    |    |    |    |    | 12 |    |    |    |    |    |    |    |    |    |    |
| SK IBK Frýdek-Místek     |    |    |    |    |    |    |    |    |    |    |    | 12 |    |    |    |    |    |    |    |    |    |    |    |    |    |    |    |    |    |    |    |    |    |
| Hippos Žďár n/S.         |    |    |    |    |    |    |    | 12 |    |    |    |    |    |    |    |    |    |    |    |    |    |    |    |    |    |    |    |    |    |    |    |    |    |
| Slávie TU Liberec        |    |    | 12 |    |    |    |    |    |    |    |    |    |    |    |    |    |    |    |    |    |    |    |    |    |    |    |    |    |    |    |    |    |    |
| Butchis                  |    |    |    |    |    |    |    |    |    |    |    |    |    |    |    |    |    |    |    |    |    |    |    |    |    |    |    |    |    |    | 14 |    |    |

## Přenosy zápasů

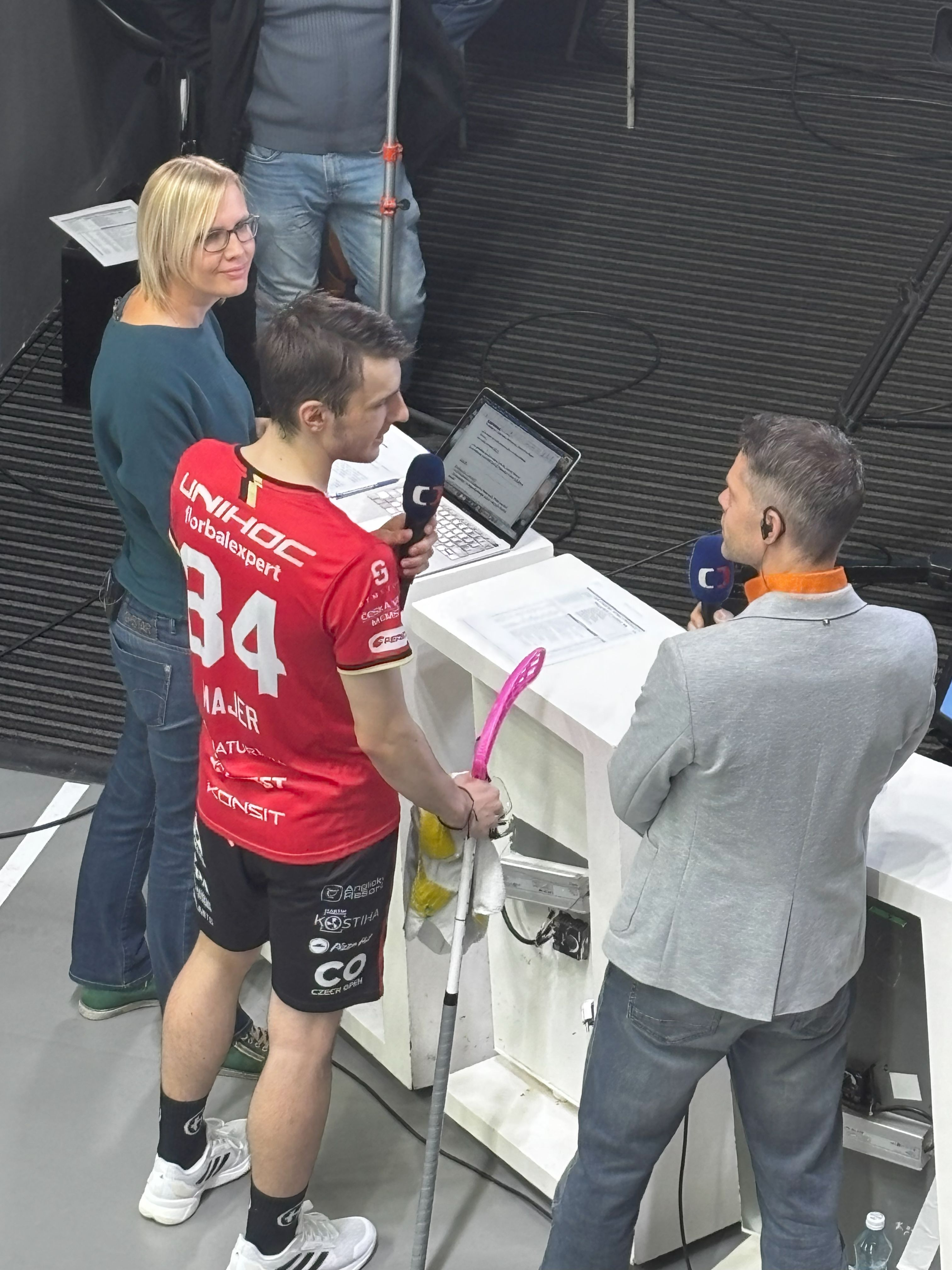
Petr Majer dává rozhovor v přímém přenosu ČT sport v roce 2024

Vybrané zápasy soutěže přenáší sportovní kanály ČT sport a Sporty TV. Všechna utkání jsou pak streamována na platformě Český florbal TV.
Česká televize poprvé vysílala zkrácený záznam ligového zápasu v sezóně 2001/2002. Pravidelně se ligové zápasy začaly vysílat až se vznikem sportovního kanálu ČT4 Sport v roce 2006. Prvním přímým přenosem bylo první semifinále týmů Tatran Střešovice a SSK Future v březnu 2006. Vysílá se většinou jeden zápas každého kola základní části a play-off. Každý tým měl zaručený jeden přenos z domácího zápasu. Od tohoto pravidla bylo upuštěno v sezóně 2023/2024 s přesunem některých zápasů na nový kanál Sporty TV.
Zápasy byly 14 let streamovány na bezplatné platformě TVCOM. Od sezóny 2023/2024 
byly streamované přenosy převedeny na placenou platformu Český florbal TV. Od roku 2025 se vybrané zápasy začaly přenášet online také s anglickým komentářem.